# Балінський Борис Іванович
Бори́с Іва́нович Балі́нський (нар. 10 (23) вересня 1905, Київ, Російська імперія — пом. 1 вересня 1997, Йоганнесбург, Південно-Африканська Республіка) — український та південноафриканський вчений-біолог, ембріолог, ентомолог, професор Київського університету та Вітватерсрандського університету Йоганнесбурга (ПАР), піонер експериментальної ембріології, електронної мікроскопії та біології розвитку, автор всесвітньо відомого підручника «Вступ до ембріології / An Introduction to Embryology».
Учень Івана Шмальгаузена, вже у 28 років був доктором біологічних наук і професором Київського університету. Під час другої світової війни працював у німецькій окупації, по тому залишив СРСР. Жив у Німеччині, Великій Британії, далі переїхав у Південно-Африканську республіку, де проявив себе видатним організатором біологічної науки.
Вивчав ембріональний розвиток амфібій і асцидій, заклав основи біології розвитку. Вперше описав десятки видів комах (веснянок, бабок, лускокрилих) з Кавказу і Південної Африки.

## Біографія

### Родина Балінських-Радзимовських
Батько Бориса, Іван Мартинович, походив із давнього польського роду дрібних шляхтичів. Його пращур у ХІХ сторіччі чи й раніше переїхав на Поділля у землі графа Браницького. Іван народився у селі Рачки поблизу Немирова і був представником асимільованої українізованої гілки Балінських — православних і україномовних. Як зазначає Борис Балінський, його близькі родичі вважали себе щирими українцями. Дядько по батькові Гнат Балінський вчився на військовика, але був виключений з кадетського корпусу, надалі працював поштовим чиновником. Його син Гнат, двоюрідний брат Бориса, став відомим актором і режисером, працював у театрі «Березіль» із Лесем Курбасом.
Мати, Єлизавета Радзимовська, належала до роду священиків Радзимовських. Її батько Василь Васильович був священиком в Тальному та Северинівці. Брат Єлизавети Іван був одружений з Валентиною Яновською, відомою дослідницею в галузях фізіології та біохімії. Сестра Ольга вивчилася на лікарку, була одружена з Олександром Яницьким, фізиком і біофізиком, а пізніше — з бібліографом Миколою Іванченком.

### Дитинство (1905—1917)

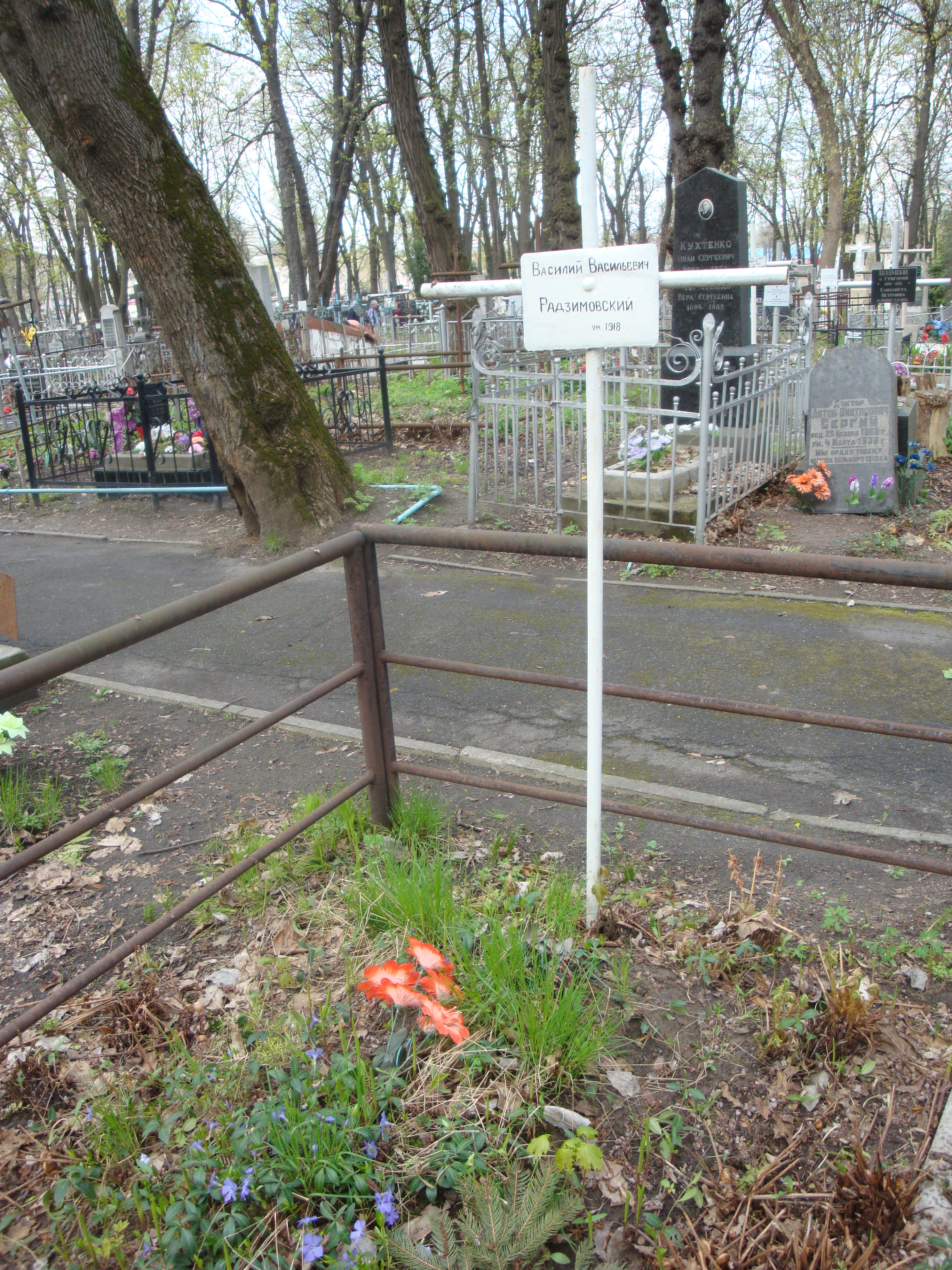
Могила Василя Радзимовського, діда Балінського, на Лук'янівському цвинтарі у Києві

Борис Балінський народився 10 вересня 1905 року в Києві. Він був старшим із двох синів викладача історії Івана Балінського та вчительки біології Єлизавети Радзимовської. Сім'я Балінських жила у великій квартирі на вулиці Івановській в Києві. У 1911 році у зв'язку із влаштуванням Івана Балінського на роботу до Колегії Павла Галагана родина переїхала на вулицю Фундуклеївську. Батьки найняли для дітей англійських гувернанток, які навчали їх англійської мови, літератури, поезії, історії, музики. Борис брав уроки великого тенісу, опановував фортепіано, захоплювався операми Вагнера і старовинними українськими народними піснями.
Влітку хлопець подовгу жив у Северинівці — селі за 80 км на південний захід від Києва, де мешкав його дід Василь Васильович Радзимовський, сільський священик. Постійний контакт з природою, пасіка, сільське господарство — все це впливало на Бориса і закладало зачатки любові до зоології. У 1916 році дідусь подарував внукові книжку Аксакова про колекціонування метеликів, що стало початком іншої майбутньої пристрасті — ентомології.
Після революцій 1917 року рівень життя сім'ї Балінських погіршився. Громадянська війна ще додала труднощів. У 1918 році більшовики вбили Василя Радзимовського.

### Навчання і початок наукової кар'єри (1917—1928)
У 1917 Борис пішов до школи, де трохи охолодилося його бажання займатися біологією. Природознавство у школі викладали формально і сухо, так що потім Балінський в своїй автобіографії назвав цю зустріч з наукою «великим розчаруванням».

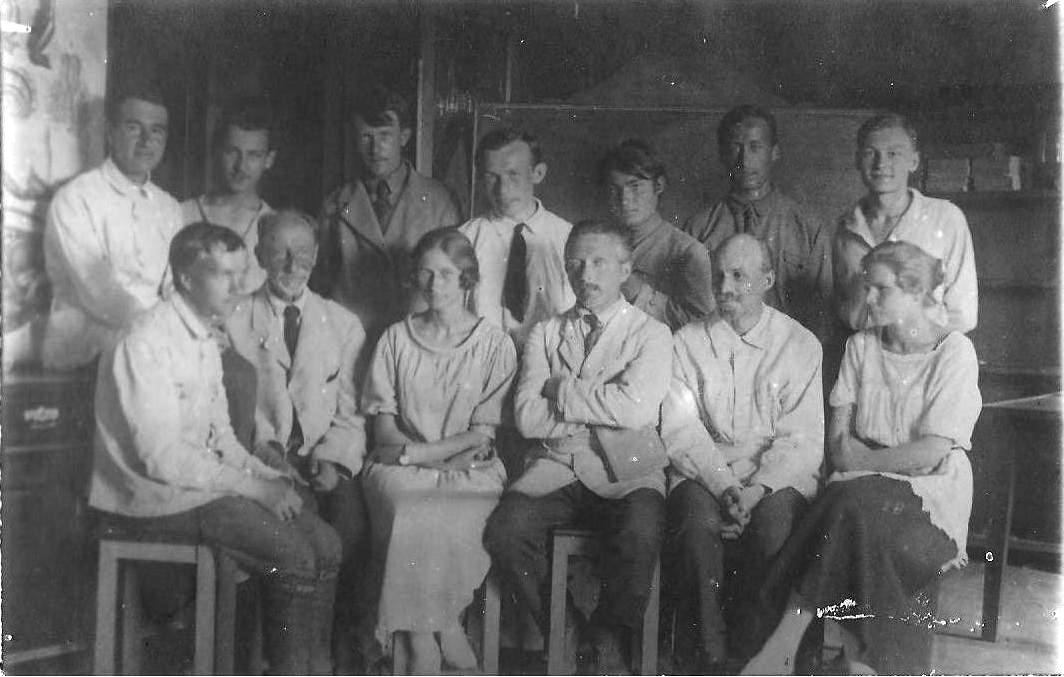
«Верхня лабораторія» Шмальгаузена, 1923 рік. Балінський — перший праворуч у верхньому ряду. Третя ліворуч у нижньому ряду — Катерина Сингаївська. За нею праворуч професор Белінг, а наступний Шмальгаузен.

Але вже в 1923 році Борис вступив до Київського інституту народної освіти. Там під керівництвом видатного еволюційного біолога професора Івана Івановича Шмальгаузена він зробив свою першу наукову доповідь на студентському семінарі. Для неї за рекомендацією Шмальгаузена він обрав нещодавню статтю Отто Мангольда про зародок тритона. Так Балінський почав свою ембріологічну кар'єру. Невдовзі він провів свій перший студентський, але вже справжній науковий експеримент: пересаджував зародок вуха ембріону тритона та отримав індукцію розвитку кінцівки. У 1925 році вийшла перша наукова стаття Балінського у німецькому журналі. Далі пішли інші публікації з ембріології.
У 1926 році Борис закінчив інститут народної освіти й вступив до аспірантури Біологічного інституту ім. Ф. Омельченка. Відсутність пролетарського походження не дозволяла йому отримувати стипендію. Але після смерті батька у 1927 році Шмальгаузену вдалося дістати утримання для свого аспіранта. Влітку 1927 року професор відправляє Бориса на Мурманську біологічну станцію для дослідження дроблення у зародків асцидій. Після повернення з Мурманська відбулася реорганізація Біологічного інституту. Шмальгаузену вдалося влаштувати двох своїх аспірантів, Балінського і Драгомирова, на постійні ставки співробітників.
Паралельно із науковими дослідженнями Борис був залучений до науково-популяризаційної діяльності. Його матері Єлизаветі, що спілкувалась у вчительських колах, було запропоновано написати декілька науково-популярних брошур. Балінський радо взявся допомогти, і вже скоро на дешевому папері було надруковано три невеликі книжечки українською мовою: «Коренеплоди і злаки», «Наші весняні квіти», «Інстинкт і мотивація у тварин».
У грудні 1927 року Балінський виступив із доповіддю на Конгресі зоологів, анатомів і гістологів СРСР у Ленінграді.

### Родина і наука в Києві (1929—1941)

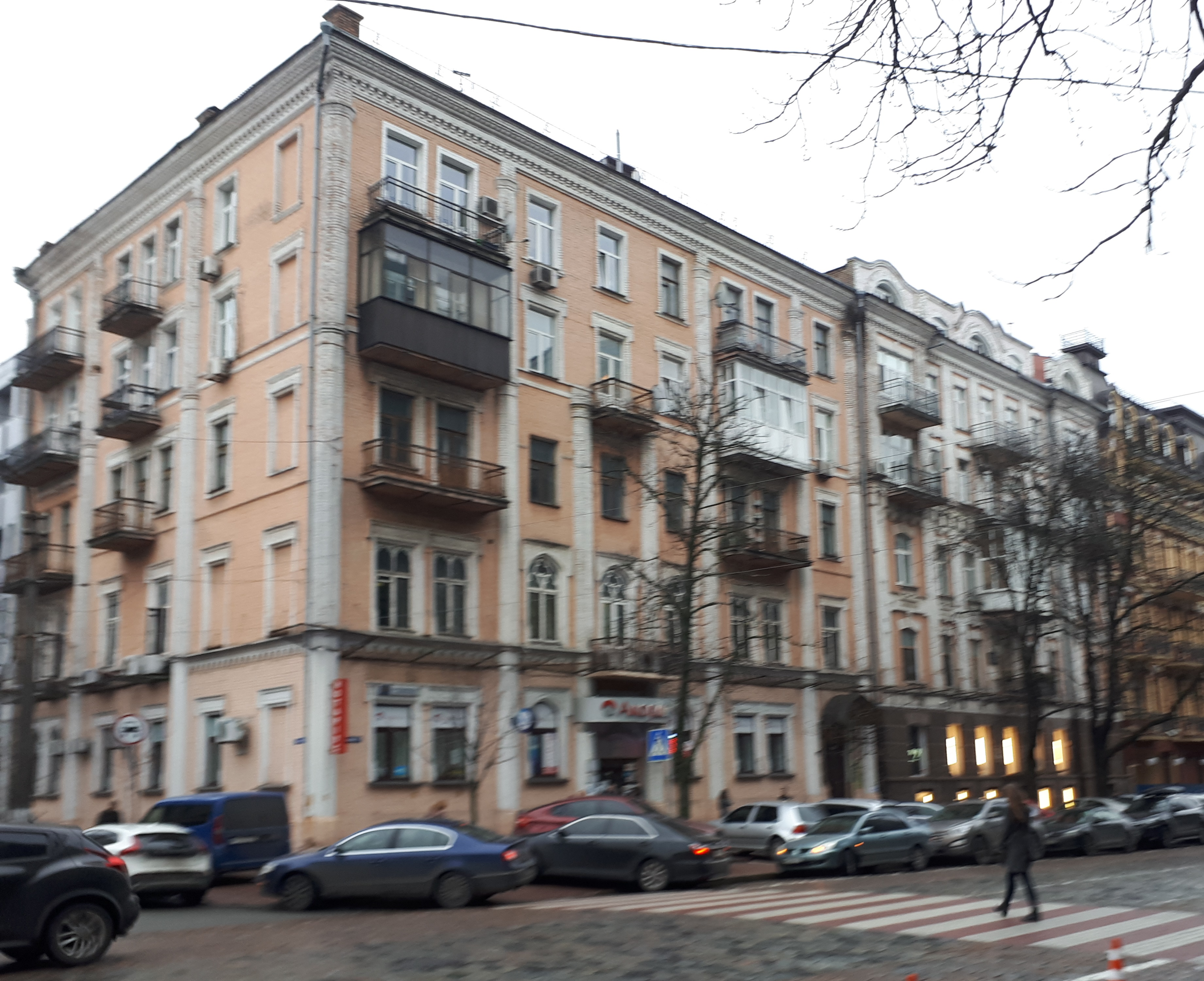
Будинок на вулиці Володимирська в Києві, де мешкав і працював Борис Балінський

У Києві мешкав спочатку в будинку № 9 по вулиці Богдана Хмельницького, а з 1937 року — в будинку № 37 на вулиці Володимирській.
На студентських семінарах Шмальгузена Балінський познайомився зі своїм першим коханням — Катериною Сингаївською, з якою одружився у вересні 1928 року. У 1930 році Борис починає викладати у Ветеринарному інституті. У травні 1930 року вони разом із Шмальгаузеном працювали в організаційному комітеті 4-го Всесоюзного з'їзду зоологів, анатомів и гістологів, що відбувся у Києві. На ньому виступали Микола Кольцов, Юрій Філіпченко, Олександр Любищев.
З 1931 року Балінський почав викладати в Київському університеті. У 1933 році в 28 років Балінський був вже професором ембріології в університеті.
4 липня 1934 року в сім'ї Бориса і Катерини народився син, якого назвали Іваном на честь діда. Невдовзі після народження дитини Балінських у Ленінграді сталося вбивство Сергія Кірова, що призвело до хвилі репресій. За спогадами Балінського, співробітники НКВС прийшли з обшуком до його дружини, проте, побачивши немовля, швидко пішли.
У лютому 1935 року Балінського призвали до Червоної армії солдатом 135-го артилерійського полку, що розташовувався в Чернігові. Але вже в травні клопотанням Івана Шмальгаузена його звільнили від військової служби.
1936 року Шмальгаузена призначили директором інституту в Москві. За домовленістю з президентом АН УРСР академіком Богомольцем Шмальгаузен переїхав до Москви, але залишився директором Інституту біології Академії наук УРСР. Реальне керівництво інститутом було запропоновано Балінському, з призначенням його заступником директора. Іншим заступником був комуніст Малашенко. Балінського призначили заступником директора інституту 15 червня 1936 року, а 29 березня 1937 — завідувачем відділу механіки розвитку. 1 червня 1937 року він отримав посаду голови секції динаміки розвитку в НДІ біології Київського університету.
Катерина працювала як в Інституті біології, так і в університеті й проявляла принциповість в оцінюванні знань студентів і абітурієнтів. Це стало приводом доносів та її арешту 22 жовтня 1937 року. Далі був каргопольський табір, де їй вдалося вижити, працюючи медсестрою в лазареті та секретаркою. Балінського змусили піти у відставку з посади заступника директора Інституту біології, його позбавили курсу лекцій, а потім і звільнили з університету. Проте в нього залишилася лабораторія в інституті, де йому вдавалося продовжувати свої наукові експерименти. У 1938 році йому двічі пощастило побачитися з дружиною в таборі. Вдало подана апеляція спрацювала і в березні 1939 року Катерина вийшла на волю. Невдовзі Балінський звернувся за допомогою до президента АН УРСР Олександра Богомольця, і Катерину відновили на її посаді в Інституті біології. Це значно підняло дух вченого і його працездатність. Він почав роботу над двома монографіями, присвяченими ембріології рептилій та порівняльній ембріології.
У 1940 році Балінського було нагороджено відновленою медаллю Ковалевського АН СРСР за роботу з дослідження ентодерми зародку земноводних. У 1941 році він був призначений професором Київського медичного інституту.

### Війна та еміграція (1941—1949)
В червні 1941 Балінський із родиною перебував у Криму, на Карадазькій біостанції, до розвитку якої він доклав великих зусиль. Звістка про початок війни спонукала його до думки піти добровольцем на фронт. Проте через кілька днів Балінський заспокоївся і вирішив спочатку дістатися Києва. Але потяги з Криму до Києва вже не ходили, довелося їхати до Харкова. У Харкові Балінський знову став працювати в евакуйованому Київському медичному інституті, а також влаштувався на посаду керівника відділу дератизації залізниці. Борис дізнався від знайомих, що в Києві перед відступом Червоної армії були розстріляні «неблагонадійні» за списками. Там і визріла ідея залишитися в окупації. Переховуючись від співробітників НКВС, Балінські дочекалися захоплення міста німцями. З великими труднощами їм вдалося повернутися до окупованого Києва. Там Балінський знайшов роботу в Інституті рибництва, одному з небагатьох дозволених німцями наукових центрів Києва. Тут він продовжував дослідження з диференціації клітин ентодерми амфібій, а також вивчав розвиток зародків промислових риб: коропа, щуки, плітки.
Ідеї емігрувати далі на Захід опиралася Катерина, дружина Бориса. Але раптом 31 березня 1943 року після нетривалої хвороби вона померла від перитоніту. Балінський, його мати Єлизавета і дев'ятирічний Іван подорожували до Познані. Там Борис намагався закінчити роботу з дослідження зародків риб, але невдовзі Інститут рибництва евакуюють до Марбурга, де його вже ніколи не було відновлено. У переїзді було втрачено фіксовані ембріони риб та чернетки статей із замальовками їхніх стадій розвитку.
З Марбурга Балінські на початку 1945 року переїжджають до Тюбінгена, де Борис влаштовується до університету. Проте після закінчення війни він розуміє, що порятунок від примусової репатріації в СРСР лежить лише через переховування в американській окупаційній зоні. Саме туди, у місто Гайдельберг, тікає родина Балінського. Згодом Борис став професором гістології у тимчасовому університеті, заснованому ООН у Мюнхені. У Мюнхені він познайомився з Елізабет Штенгель, з якою одружився 15 березня 1947. Після закриття тимчасового університету Балінський шукав роботи у США, але американські спецслужби прискіпливо ставилися до всіх, хто співпрацював із німцями, тому шансів здійснити мрію в нього не було. У пошуках роботи він звернувся до вже відомого на той час американського генетика, що тривалий час працював в Києві і знав Балінського особисто, Феодосія Добжанського. На жаль, Добжанський не міг підтримати колегу, але написав знайомим.
За рекомендацією Добжанського Балінський погодився на пропозицію роботи у Конрада Воддінгтона в Інституті генетики тварин в Единбурзі та з жовтня 1947 року переїхав до Шотландії. Матір, дружину та сина вдалося перевезти до Британії лише через півроку. Балінський працював у лабораторії Воддінгтона два роки. Відносини з керівником були складними, а тема дослідження, ембріологія мишей, не давалася легко і не була особливо цікавою для дослідника амфібій. Через це Борис став шукати альтернативне місце.

### Південноафриканський період (1949—1997)
У 1949 році в другій сім'ї Бориса народилася дочка Гелен. У вересні того ж року Балінський переїхав до Південно-Африканського Союзу і зайняв посаду викладача кафедри зоології Вітватерсрандського університету у Йоганнесбургу. У 1955 році він вже очолив кафедру зоології та обійняв посаду начальника відділення біології.
У 1956 році Балінський, перебуваючи у відрядженні в Єльському університеті у США, познайомився із двома піонерами електронної мікроскопії в біології — докторами Джорджем Паладе і Кітом Портером з Рокфеллерівського інституту в Нью-Йорку. Після повернення в Йоганнесбург Балінський розпочав інтенсивно поєднувати свої дослідження в галузі біології розвитку кінцівок у амфібій з електронною мікроскопією. Він був одним із перших, хто запровадив електронну мікроскопію біологічних об'єктів у Південній Африці, а також заснував Товариство електронної мікроскопії Південної Африки, де виконував обов'язки президента з 1962 по 1973.
Балінський очолював кафедру зоології і відділення біології до 1973 року. З 1965 по 1967 роки він був деканом факультету природничих наук. Незважаючи на вихід на пенсію у 1973 році, працював до останніх днів свого життя. Залишався почесним професором Вітватерсрандського університету, а 1984 року отримав звання асоційованого співробітника Трансваальського музею. Наприкінці життя досліджував метеликів вогнівок та генетику лускокрильця Acraea horta.
Балінський пережив безліч соціальних потрясінь (революції, дві світові війни, громадянську війну, голод, репресії). Перед приїздом у ПАР колеги попереджали його, що у країні нестабільна ситуація, яка може вибухнути революцією у будь-який момент. У спогадах 1988 року Борис посміявся над цими попередженнями, заявивши, що в той час республіка була найспокійнішим місцем. Вже за 2 роки він зміг переконатися у власній помилці — режим апартеїду впав.
У 1988 році Балінський закінчив писати власні мемуари, де описав бурхливу історію життя своєї родини. Після відновлення незалежності України двічі відвідав батьківщину — в 1991 і 1993 році. Балінський подарував Національному природничому музею власну колекцію з 3 тисяч метеликів.
1 вересня 1997 року професор Борис Іванович Балінський помер.

### Діти
Син — Іван (Джон) Балінський (1934—1983), південно-африканський і американський зоолог. Працював у Вітватерсрандському, Лондонському, Колумбійському університетах. З 1976 до смерті був завідувачем кафедри зоології в університеті штату Айова. Досліджував регуляцію адаптації клітини до середовища і під час розвитку.
Донька — Гелен Давид (народилася у 1949 році). Проживає у ПАР.

## Особисте життя та захоплення
За власними спогадами, Балінський усе життя захоплювався музикою, добре грав на фортепіано. У молодості кожне літо намагався ходити у походи: у Крим, на Кавказ, на Урал. Під час сходження на Ельбрус влітку 1929 року група Балінського зустрілася із походом, яким керував Бухарін. Також Балінський писав вірші та малював олією.
Балінський також цікавився астрономією, мав аматорський телескоп. Він був одним із небагатьох, хто двічі в житті спостерігав проходження комети Галлея поблизу Землі
Борис Балінський був онуком православного священника та загалом мав сентиментальність до православної релігії. У Південній Африці він брав активну участь у житті православної російської емігрантської громади Йоганесбурга, був читцем під час богослужінь у російській парафії на честь святого князя Володимира аж до її закриття.

## Науковий внесок
Балінський опублікував понад 140 наукових праць, з них 22 українською мовою, інші — англійською, німецькою, російською; декілька книг, переважно в галузях експериментальної ембріології та ентомології.

### Експериментальна та порівняльна ембріологія
Першою студентською роботою Балінського була пересадка зачатку вуха тритона 1925 року. Таким чином були відтворенні досліди Ганса Шпемана і Гільди Мангольд та підтверджено наявність явища ембріональної індукції. Пересадка зачатку вуха призводила до індукції розвитку додаткової кінцівки. П'ятипалий тритон став емблемою наукової роботи Балінського. Також Балінський продемонстрував, що перенесення ділянки мезодерми, взятої збоку від нервової трубки, до боку тіла чи голови, індукує розвиток додаткової кінцівки. Чим ближче до передньої чи задньої частини тіла переноситься індуктор, розвивається передня чи задня кінцівка відповідно. Надалі було встановлено, що за індукцію кінцівки відповідають два фактори росту: FGF8 та FGF10
Його перша книжка, присвячена ембріональному розвитку, «Розвиток зародка. Проблема детермінації в ембріональному розвитку» («рос. Развитие зародыша. Проблема детерминации в эмбриональном развитии») була опублікована в Москві у 1936 році, друга — підручник гістології («нім. Vorlesungen über Histologie») — у Мюнхені у 1947 році.
У 1936 році Балінський узяв участь у дискусії щодо двох напрямів у радянській ембріології — «механіки розвитку» та «динаміки розвитку» Михайла Завадовського.
У 1939 році Балінський незалежно від Отто Мангольда, який здійснив це у 1936 році, видалив у зародків амфібій ентодерму, не пошкоджуючи мезодерми. В оброблених таким чином зародків не формувалося серце. Багато уваги у власних експериментах Балінський приділяв питанню детермінації розвитку. У 1940 році він запропонував власне визначення детермінації, як стійкості процесів диференціації ембріональних клітин, здатності їх розвиватися в певному необоротному напрямку.
У 1947 році Балінський досліджував розвиток кишкової трубки в амфібій за допомогою вітальних барвників. Він вперше описав схему розвитку ентодермальних органів амфібій на прикладі тритона, а також детально описав інші деталі їхнього органогенезу.
У Південній Африці Балінський вивчав ембріологію безхвостих амфібій. Він дослідив розвиток 13 видів жаб і ропух у лабораторних умовах. Ембріолог порівнював шість видів за можливістю сформувати кришталик після видалення очного пухира у зародків, і виявив, що види відрізняються за шляхами диференціації клітин. У наступній серії робіт Балінський робив пересадку клітин ембріону одного виду жаб до ембріонів інших видів та спостерігав зміни в органогенезі. Праці з порівняльної ембріології амфібій були перервані роботою з впровадження електронної мікроскопії. Паралельно Балінський вивчав екологію амфібій і навіть створив визначник для яєць і пуголовків різного віку 11 південноафриканських видів. Його цікавив вплив умов середовища на ембріогенез, і для цього він вивчав види, які жили на висотах до 1750 м над рівнем моря. Балінський також звернув увагу, що період розмноження у гірських видів подовжений до півроку і більше, на відміну від амфібій помірних широт. Він зв'язав це з неселективною (без добору) загибеллю пуголовків, яка вимагає повторних парувань і відкладання яєць. Таку можливість Балінський довів експериментально. Також він показав, що пуголовки видів, які розвиваються у тимчасових водоймах, мають швидший хід розвитку ніж ті, які розвиваються у постійних водоймах. Балінський дослідив і оптимальні температурні умови для розвитку 6 видів земноводних. Він виявив, що яйця і пуголовки досить стійкі до перегріву, проте переохолодження часто викликає вади розвитку.

### «Вступ до ембріології»

Обкладинка англійського видання підручника Балінського «Вступ до ембріології»

Світове визнання отримав підручник Балінського «Вступ до ембріології», вперше опублікований 1960 року. Згодом він перевидавався п'ять разів англійською, двічі іспанською, а також японською та італійською мовами. Це був найпопулярніший і найпоширеніший підручник з ембріології у світі. За словами видатного біолога розвитку Скотта Гілберта, підручник Балінського вплинув на вибір його галузі зацікавлення в біології.
Перший план підручника Балінський накидав ще 1949 року. План складався з «вертикального» та «горизонтального» перерізу. Розгляд ембріології йшов від гаметогенезу та запліднення через всі стадії ембріогенезу (дроблення, гаструляція, органогенез) до росту та диференціації. Кожен розділ «горизонтально» розглядався з позицій описової морфології (класичної ембріології), причинного аналізу (експериментальної ембріології), фізіології й біохімії, генетичних основ. На той час, роль генетичних змін в ембріології не була загально визнаною, тому виділення генетичної лінії в підручнику випереджало свій час.
У підручнику Балінський запропонував класифікацію морфогенетичних рухів клітин та груп клітин, названу в літературі «схемою Давенпорта-Балінського»:
- Місцеві потовщення епітеліальних пластів. Може відбуватися за рахунок подовження клітин епітелію, зміни їх форми чи збільшення кількості їх шарів. Спостерігається при потовщенні нервової трубки.
- Відокремлення шарів епітелію. Може відбуватися поздовжня або поперечна щілина, яка розділяє окремі групи клітин. Спостерігається при утворенні сомітів, розщепленні мезодерми.
- Виникнення зморшок епітеліальних шарів. Вигини можуть бути пов'язані з потовщенням шару, який утім виникає не за рахунок поділу клітин або збільшення їх розміру, а шляхом міграції. Таким чином утворюються борозенки або трубки, ворсинки хоріону в ссавців.
- З'єднання окремих клітинних мас. Так відбувається зрощення країв нервової пластинки з утворенням нервової трубки.
- Розпад ділянок епітеліальних шарів. Відокремлені клітини створюють рихлу мезенхімну тканину, яка дозволяє формувати зачатки нових органів. Також можливе відділення груп клітин без пошкодження самого шару.
- Згущення мезенхимних клітин. Такі події спостерігаються при формуванні м'язів, хрящів, кісток.
- Збирання мезенхими навколо епітеліальних утворів з порожнинами. Мезенхіма формує хрящеві чи кісткові капсули, на кшталт черепу чи сполучної тканини навколо нирки.
- Вторинна епітелізація мезенхіми. Спостерігається при утворенні ендотелію судин, коли маси мезенхімних клітин формуються у шари.

У рецензії для журналу «The American Biology Teacher», англомовне видання 1960 року названо корисним джерелом інформації для вчителів біології, а також відмічені вдалі ілюстрації.

### Електронна мікроскопія
Одними з найбільших наукових здобутків Бориса Балінського були методи, які він вперше запровадив для електронно-мікроскопічних досліджень ультраструктури на ранніх етапах розвитку організму, а також його передбачення про важливу роль молекулярної біології у з'ясуванні ключових механізмів ембріогенезу. Балінський протягом одинадцяти років був президентом електронно-мікроскопічного товариства ПАР. Робота Балінського, присвячена електронно-мікроскопічним дослідженням розвитку жаби, була відзначена як найбільш цитована у своїй галузі в 1984 році.

### Ентомологія
Чималим є також ентомологічний доробок вченого, він відкрив і описав десятки видів комах, здебільшого веснянок, лускокрилих та бабок.
Ще під час перебування у Великій Британії він подав статтю з описом нових видів веснянок з Кавказу. Під час роботи у ПАР він продовжив дослідження веснянок і відкрив ще декілька видів. Там же він зацікавився бабками. Першу бабку Балінський зловив 26 квітня 1950 року (це була золотохвістка Allocnemis leucosticta, біля містечка Моджаджісклооф, а протягом наступних 25 років його особиста колекція склала більш як 4000 екземплярів 160 видів. Колекцію він подарував Музею Трансвааля 1984 року. Балінський описав 11 нових видів бабок у Південній Африці (зокрема стрілку Пінхея (1954, описана 1963, з передмістя Йоганнесбурга Крейгхол), дракенсберзьку лютку, стрілку Балінського, стрілку Умсінгазі, оранжеву стрілку).
В останні роки свого життя захопився дослідженням метеликів родини вогнівок, нових видів яких описав близько сотні.

### Членство в наукових товариствах
Був членом таких наукових товариств:
- Міжнародний інститут ембріології (1947)
- Королівське товариство Південної Африки
- голова Зоологічної секції Південноафриканської асоціації розвитку науки
- член і голова (1966) Ентомологічного товариства Південної Африки
- засновник і одинадцятирічний президент (1962—73) Товариства електронної мікроскопії Південної Африки

### Стосунки з відомими вченими
Борису Балінському довелося працювати під керівництвом двох класиків епігенетики — Воддінгтона і Шмальгаузена. Крім того, він працював у лабораторії Нобелівського лауреата Паладе, а в Единбурзі з ним поруч працювала і готувала дисертацію Мері Лайон, яка надалі відкрила інактивацію X-хромосоми. Під час роботи на Мурманській станції у 1930 році разом із Балінським там перебував Ісай Презент, що пізніше був соратником Трохима Лисенка.

## Вшанування пам'яті
Ім'я Балінського є відомим у науковій спільноті Південно-Африканської республіки. З 2000 року під час щорічного зібрання Товариства електронної мікроскопії Південної Африки відбувається читання Лекції імені Бориса Балінського. Також на честь сторіччя від народження Балінського в ПАР у 2005 році було проведено меморіальну конференцію з електронної мікроскопії, а 20 жовтня того ж року — урочисте засідання Королівського товариства Південної Африки.
Південноафриканські науковці назвали його ім'ям рід місцевих веснянок Balinskycercella у 1995 році, а 2019 року на його честь був названий рід метеликів Balinskyia з родини вогнівкові.
В радянські часи ім'я Балінського на території України було під забороною. Лише на початку 2000-х років про нього почали згадувати. У 2017 році вийшов історичний роман Івана Корсака «На розстанях долі», одним з персонажів якого є Борис Балінський.
2022 року вулицю Академіка Костичева в Голосіївському районі Києва було перейменовано на вулицю Професора Балінського

## Список комах, описаних Балінським

### Веснянки
- Pontoperla teberdinica Balinsky, 1950
- Pontoperla katherinae Balinsky
- Balinskycercella gudu Balinsky, 1956
- Balinskycercella tugelae  Balinsky, 1956
- Balinskycercella fontium  Balinsky, 1956

### Бабки
- Agriocnemis pinheyi Balinsky, 1963
- Agriocnemis ruberrima Balinsky, 1961
- Ceratogomphus triceraticus Balinsky, 1963
- Chlorolestes draconicus Balinsky, 1956
- Orthetrum robustum Balinsky, 1965
- Pseudagrion helenae Balinsky, 1964
- Pseudagrion inopinatum Balinsky, 1971
- Pseudagrion vumbaense Balinsky, 1963
- Urothemis luciana Balinsky, 1961

### Лускокрилі

#### Нові види
- Abachausia grisea Balinsky , 1994
- Acrobasis africanella Balinsky, 1994
- Afromyelois communis Balinsky , 1991
- Afromylea natalica Balinsky, 1994
- Afropsipyla pictella Balinsky, 1994
- Afropsipyla similis Balinsky, 1994
- Ambetilia crucifera Balinsky, 1994
- Ancylosis aeola Balinsky, 1987
- Ancylosis eugraphella Balinsky, 1987
- Ancylosis eurhoda Balinsky, 1989
- Ancylosis glaphyria Balinsky, 1987
- Ancylosis melanophlebia Balinsky, 1989
- Ancylosis mimeugraphella Balinsky, 1989
- Ancylosis montana Balinsky, 1989
- Ancylosis namibiella Balinsky, 1987
- Ancylosis obscurella Balinsky, 1989
- Ancylosis perfervid Balinsky, 1989
- Ancylosis similis Balinsky, 1987
- Apomyelois bicolorata Balinsky, 1991
- Arsissa transvaalica Balinsky, 1991
- Aspithroides minuta Balinsky , 1994
- Azanicola adspersa Balinsky, 1991
- Bahiria defecta Balinsky, 1994
- Bahiria durbanica Balinsky, 1994
- Bahiria flavicosta Balinsky, 1994
- Bahiria latevalvata Balinsky, 1994
- Bahiria macrognatha Balinsky, 1994
- Bahiria magna Balinsky, 1994
- Bahiria similis Balinsky, 1994
- Bahiria ximenianata Balinsky, 1994
- Cabotella inconspicua Balinsky, 1994
- Candiopella dukei Balinsky, 1994
- Cantheleamima excisa Balinsky , 1994
- Ceuthelea umtalensis Balinsky , 1994
- Cunibertoides nigripatagiata Balinsky, 1991
- Emporia melanobasis Balinsky, 1991
- Encryphodes ethiopella Balinsky, 1991
- Epicrocis abbreviata Balinsky, 1994
- Epicrocis ancylosiformis Balinsky, 1994
- Epicrocis arcana Balinsky, 1994
- Epicrocis brevipalpata Balinsky, 1994
- Epicrocis complicata Balinsky, 1994
- Epicrocis coriacelloides Balinsky, 1994
- Epicrocis crassa Balinsky, 1994
- Epicrocis flavicosta Balinsky, 1994
- Epicrocis furcilinea Balinsky, 1994
- Epicrocis gracilis Balinsky, 1994
- Epicrocis imitans Balinsky, 1994
- Epicrocis insolita Balinsky, 1994
- Epicrocis intermedia Balinsky, 1994
- Epicrocis noncapillata Balinsky, 1994
- Epicrocis ornata Balinsky, 1994
- Epicrocis ornatella Balinsky, 1994
- Epicrocis picta Balinsky, 1991
- Epicrocis plumbifasciata Balinsky, 1994
- Epicrocis punctata Balinsky, 1994
- Epicrocis sacculata Balinsky, 1994
- Epicrocis spiculata Balinsky, 1994
- Epicrocis vansoni Balinsky, 1994
- Eucarphia anomala Balinsky, 1994
- Eurhodope nyctosia Balinsky, 1991
- Euzophera crassignatha Balinsky, 1994
- Euzophera crinita Balinsky, 1994
- Euzophera cullinanensis (Balinsky, 1991)
- Euzophera minima Balinsky, 1994
- Euzophera termivelata Balinsky, 1994
- Euzopherodes capicola Balinsky, 1994
- Faveria dubia Balinsky, 1994
- Faveria fusca Balinsky, 1994
- Faveria ignicephalis Balinsky, 1994
- Faveria minima Balinsky, 1994
- Faveria minuscula Balinsky, 1994
- Faveria nonceracanthia Balinsky, 1994
- Faveria onigra Balinsky, 1994
- Faveria poliostrota Balinsky, 1994
- Flabellobasis montana Balinsky, 1991
- Gaana minima Balinsky, 1994
- Gaana quatra Balinsky, 1994
- Getulia maculosa Balinsky, 1994
- Hobohmia paradoxa Balinsky , 1994
- Homoeosoma masaiensis Balinsky, 1991
- Joannisia heterotypa Balinsky, 1994
- Joannisia jansei Balinsky , 1994
- Joannisia poliopasta Balinsky, 1994
- Joannisia semiales Balinsky, 1994
- Kivia longisacculata Balinsky , 1994
- Laodamia affinis Balinsky, 1994
- Laodamia glaucocephalis Balinsky, 1994
- Laodamia grisella Balinsky, 1994
- Laodamia homotypa Balinsky, 1994
- Laodamia hortensis Balinsky, 1994
- Laodamia inermis Balinsky, 1994
- Laodamia injucunda Balinsky, 1994
- Laodamia karkloofensis Balinsky, 1994
- Laodamia lugubris Balinsky, 1994
- Laodamia nigerrima Balinsky, 1994
- Laodamia nonplagella Balinsky, 1994
- Laodamia pulchra Balinsky, 1994
- Laodamia salisburyensis Balinsky, 1994
- Laodamia sarniensis Balinsky, 1994
- Laodamia similis Balinsky, 1994
- Laodamia spissa Balinsky, 1994
- Laodamia squamata Balinsky, 1994
- Laodamia zoetendalensis Balinsky, 1994
- Leviantenna ferox Balinsky , 1994
- Macrovalva quadrielevata Balinsky , 1994
- Magiriamorpha superpalpia Balinsky , 1994
- Miliberta gnathilata Balinsky , 1994
- Nakurubia sacculata Balinsky , 1994
- Namibicola simplex Balinsky, 1994
- Namibicola splendida Balinsky, 1991
- Namibiopsis punctata Balinsky , 1994
- Nonphycita lineata Balinsky , 1994
- Nyctegretis cullinanensis Balinsky, 1991
- Ortholepis polyodonta Balinsky, 1991
- Ortholepis pyrobasis Balinsky, 1991
- Ortholepis unguinata Balinsky, 1994
- Paralaodamia haploa Balinsky , 1994
- Paralaodamia angustata Balinsky, 1994
- Paralaodamia fraudulenta Balinsky, 1994
- Paralaodamia modesta Balinsky, 1994
- Paralaodamia pretoriensis Balinsky, 1994
- Paralaodamia serrata Balinsky, 1994
- Paralaodamia subligaculata Balinsky, 1994
- Paralaodamia transvaalica Balinsky, 1994
- Phycita attenuata Balinsky, 1994
- Phycita exaggerata Balinsky, 1994
- Phycita ligubris Balinsky, 1994
- Phycita randensis Balinsky, 1994
- Phycita singularis Balinsky, 1994
- Phycita spiculata Balinsky, 1994
- Phycita spissoterminata Balinsky, 1994
- Phycita suppenditata Balinsky, 1994
- Phycitophila obscurita Balinsky, 1994
- Phycitopsis insulata Balinsky, 1994
- Pretoria nigribasis Balinsky, 1994
- Proancylosis argenticostata Balinsky, 1991
- Pseudogetulia luminosa Balinsky, 1994
- Pseudographis dermatina Balinsky, 1989
- Pseudographis mesosema Balinsky, 1989
- Psorosa africana Balinsky, 1991
- Pylamorpha albida Balinsky, 1994
- Pylamorpha cristata Balinksy, 1994
- Quasiexuperius rhodesianus Balinsky, 1994
- Ramosignathos inconspicuella Balinsky, 1994
- Samaria inconspicuella Balinsky, 1994
- Sematoneura africana Balinsky, 1994
- Shebania grandis Balinsky, 1991
- Shebania maculata Balinsky, 1991
- Spatulipalpia monstrosa Balinsky, 1994
- Staudingeria mimeugraphella Balinsky, 1989
- Trachypteryx victoriola Balinsky, 1991
- Ulophora flavinia Balinsky, 1994

#### Встановлені роди
- Abachausia Balinsky, 1994
- Afromyelois Balinsky, 1991
- Afromylea Balinsky, 1994
- Afropsipyla Balinsky, 1994
- Ambetilia Balinsky, 1994
- Aspithroides Balinsky, 1994
- Azanicola Balinsky, 1991
- Bahiria Balinsky, 1994
- Cabotella Balinsky, 1994
- Candiopella Balinsky, 1994
- Cantheleamima Balinsky, 1994
- Ceuthelea Balinsky, 1994
- Cunibertoides Balinsky, 1991
- Flabellobasis Balinsky, 1991
- Hobohmia Balinsky, 1994
- Joannisia Balinsky, 1994
- Kivia Balinsky, 1994
- Leviantenna Balinsky, 1994
- Macrovalva Balinsky, 1994
- Magiriamorpha Balinsky, 1994
- Miliberta Balinsky, 1994
- Nakurubia Balinsky, 1994
- Namibicola Balinsky, 1991
- Namibiopsis Balinsky, 1994
- Nonphycita Balinsky, 1994
- Paralaodamia Balinsky, 1994
- Phycitophila Balinsky, 1994
- Proancylosis Balinsky, 1991
- Pseudogetulia Balinsky, 1994
- Pseudographis Balinsky, 1989
- Pylamorpha Balinsky, 1994
- Quasiexuperius Balinsky, 1994
- Ramosignathos Balinsky, 1994
- Shebania Balinsky, 1991

### Ембріологія

#### Радянський період (1925—1941)
- Transplantation des Ohrbläschens bei Triton // Roux’ Archiv. — Т. 105.
- Weiteres zur Frage der expetimentellen Induktion einer Extremitätenanlage // Roux’ Archiv. — 1926. — Т. 107. — С. 679–683.
- Б. Балінський. Експериментальна індукція кінцівки (Матеріяли для проблеми детермінації та індукції) // Збірник праць Біологічного Інституту іменн Хв. Омельченка. Труди Фізично-Математичного Відділу. — К.. — Т. II, вип. 5. — С. с. 361–382. Під керуванням І. І. Шмальгавзена. Ч. 1. 1926.(27X18). 14] +168+ [2] с.+[3] вкл. арк. 1200 пр. 2 крб. 75 к.,
- Новий доказ існування індукції кінцівки за допомогою ксенопластичної трансплантації та фактори, що беруть у ній участь // Труди Фізично-Математичного Відділу.Б. Балінський. Під керуванням. І. І. Шмальгавзена. Ч. 2. К 1927. (27X18). 180 с. + [7] вкл. арк. 1250 пр. 2 крб. 50 к. , том VI, вип. 1., с. 49-73
- Xenoplastische Ohrbläschentransplantation zur Frage der Induktion einer Extremitätenanlage // Roux’ Archiv. — 1927. — Т. 110. — С. 63-70.
- Ueber die experimentelle Induktion einer Extremitätenanlage bei Triton mit besonderer Berücksichtigung der Innervation und Symmetrieverhältnisse derselben // Roux’ Archiv. — 1927. — Т. 110. — С. 71-88.
- Б. Балінський. Студії над специфічністю мезодерми. Під керуванням І. І. Шмальгавзена. Ч. 3. К. 1929. (27 X 18). 180+ [2] С + [4]ВКЛ. арк. 1250 пр. 2 крб. 75 к. Труди Фізично-Математичного Відділу, том XII, вип. 3.
- Б. Балінський. Екстирпація переднирки в тритона. Під керуванням І. І. Шмальгавзена. Ч. 4. К. 1929. (27X18). 134 +[2] С. + [2] ВКЛ. арк. 1200 пр. 2 крб. 50 к. Труди Фізично-Математичного Відділу, том XII, вип. 4.
- I. Schmalhausen and B.I. Balinsky. On the specificity of the skeletogenous tissue after experiments of transplantation of the ear vesicle in Triton. Trans. 2nd Congress of Zoologists, Anatomists and Histologists, Moscow, 1927, 165—167. (in Russian).
- Activation of the latent potencies of mesoderm. Trans. 3rd Congress of Zoologists, Anatomists and Histologists, Leningrad, 1928, 169—170. (in Russian).
- Ueber die Mesodermverschiebungen bei der Extremitäteninduktion. Roux’ Archiv 116, 1929, 604—632.
- Балінський, Б. І. Студії над специфічністю мезодерми, І, Про пересування мезодермальнога матеріалу при індукції кінцівки. Тр. Фіз.-мат. відд. ВУАН, 12. 1929, 125—153.
- Extirpation of the pronephros in Triton. Travaux de l'Institut Biologique(Kiev) 4, 1929, 355—372. (in Ukrainian).
- A case of dependent differentiation of the fibres of the lens in the absence of an eye cup. Mém. de las classe des Sc. Phys. et Math. de l'Acad. des Sc. de l'Ukraine 12(3), 1929, 311—321. (in Ukrainian).
- Problems of mechanics of development. I. Mechanics of morphogenesis in skeletogenous mesenchyme. J. Exp. Biol. (Moscow) 6(4), 1930, 395—407. (in Russian).
- Ein Fall der abhängigen Entwicklung von Lisenfasern bei vollständigem Mengel eines Augenbechers bei Triton. Roux’ Archiv 122, 1930, 12-21.
- Zur Dynamik der Extremitätenknospenbildung. Roux’ Archiv 123, 1931, 565—648.
- Ueber den Teilungsrhythmus bei der Entwicklung des Eies der Ascidie Ciona intestinalis. Roux’ Archiv 125, 1931.
- Механика первых стадий формообразования у позвоночных. Труды 4-го Всесоюзного конгресса зоологов, анатомов и гистологов. Киев, 1931, 102—103(рос.)
- К вопросу о динамике развития  почки конечностей. Труды 4-го Всесоюзного конгресса зоологов, анатомов и гистологов. Киев, 1931, 103—104(рос.)
- О ритме клеточных делений при развитии асцидии Ciona intestinalis. Труды 4-го Всесоюзного конгресса зоологов, анатомов и гистологов. Киев, 1931, 104—105(рос.)
- The role of different parts in the development of the limb bud.Mèm. de la Cl. des Sc. Natur. et Techn. de l'Acad. des Sc. de l'Ukraine 8, 1931, 273—380. (in Ukrainian).
- Балінський, Б. І. (1931). Життя органів поза організмом та пересаджування органів. К. с. 63.
- Балінський, Б. І. (1932). Як з яйця утворюється зародок тварини : механіка перших стадій формотворення. Харків ; К.: Держмедвидав. с. 68.
- Gastrulation and the germinal layers in the light of recent experimental results. Biol. J., Moscow 1(5/6), 1932, 104—125. (in Russian).
- Interaction of two heteropolar equipotential systems studied by the method of conplantation of morulae of the sea urchin Strongylocentrotus droebachiensis. J. Bio-Zoological Cycle of the Ukrainian Acad. Sci. 1/2, 1932, 5-13. (in Ukrainian).
- The role of location in the limb induction.Investigations on the Ontogenesis of Animals(Kiev)6, 1933, 11-22. (in Ukrainian).
- Studies on the specificness of mesoderm. II. Selfdifferentiation of the limb-mesoderm. Investigations on the Ontogenesis of Animals (Kiev) 6, 1933, 23-34. (in Ukrainian).
- Das Extremitätenseitenfeld, seine Ausdehning und Beschaffenheit. Roux’ Archiv 130, 1933, 704—746.
- Балінський, Б. І. (1934). Якісні та кількісні зміни кінцівкотвірноі потенції протягом системи бічної дільниці. Труди Інст. зоол. та біол. ВУАН, т. І. 91-135.
- The developmental mechanics of the paired limbs in vertebrates.Uspekhi Sovrem. Biolog.(Moscow) 4, 1935, 21-45. (in Russian).
- Б. И. Балинский. Рост и развитие — В кн. Рост животных. М.: Бибмедгиэ, 1935, с. 85-106
- Studies on the specificness of mesoderm. III. Development of interplanted mesoderm of the limb-rudiment. Travaux de l'Institut de Zoologie et Biologie(Kiev) 6, 1935, 23-56. (in Ukrainian).
- Dependent differentiation and self differentiation in the development of limbs. Trans. Union Conference of Histologists, Moscow, 1935, 60-64. (in Russian).
- Балінський, Б. І. (1935). Значення стадії для індукції кінцівки. Наукові записки Інституту біології АН УРСР, 1(3-4), 237—249.
- Experimentelle Extremitäteninduktion und die Theorien des phyiogenetischen Ursprungs der paarigen Extremitäten der Wirbeltiere. Anat. Anzeiger 80, 1935, 136—142.
- Selbstdifferenzierung des Extremitätenmesoderms in Interplantat. Zool. Jahrb., Abt. f. allg. Zool. und Physiol. 54, 1935, 327—348.
- Балінський, Б. І. (1935). Ембріологічні дослідження в Київському університеті. Розвиток науки в Київському університеті за сто років (1834—1934) — К., 171—228.
- Балінський, Б. І. (1936). Перші стадії морфогенезу в тварин (вид. 2-е доп. і перер.). К.: Держмедвидав. с. 189. [The First Stages of Morphogenesis in Animals. Monograph, State Medical Publishers, Kiev, 1936, 1-189]
- Балинский, Б. И. (1936). Развитие зародыша. Проблема детерминации в эмбриональном развитии. М.; Л.: Гос. изд-во био. мед. лит-ры. с. 184.
- Балінський, Б. І. (1936). Індукція кінцівок у амфібій. К.: Вид-во Укр. АН. с. 160.[Induction of Limbs in Amphibia. Monograph, Ukrainian Acad. of Sc., Kiev, 1936, 1-160]
- The basic principles of organogenesis. Nature (Leningrad) 1936, 27-39.
- Балінський, Б. І. (1936). Виникнення додаткових структур коштом трансплантата й під його впливом [Архівовано 16 квітня 2022 у Wayback Machine.]. Експериментальна медицина (Харків) 7, 1936, 63-68.
- Zur Frage der Natur der extremitäteninduzierenden Wirkung. Roux’ Archiv 136, 1937, 221—249.
- Ueber die zeitlichen Verhältnisse bei der Extremitäteninduktion. Roux’ Archiv 136, 1937, 250—285.
- On the specificity of inductors for different stages of development.Travaux de l'Institut de Recherches Sc. de Biol. de l'Univ. de Kiev 1, 1937, 33-42. (in Ukrainian).
- The production of supernumerary balancers in deficiency experiments in Triton embryos. C.R. (Doklady)de l’ Acad. des Sc. de l'URSS17, 1937, 503—504.
- The work of the Laboratory for Mechanics of Development of the Zoological and Biological Institute of the Academy of Sciences of the Ukrainian S.S.R. during 15 years (1922—1937). Uspekhi Sovr. Biol. Moscow 8, 1938, 291—302. (in Russian).
- The processes of induction in embryonic development.Bull. de l'Acad. des Sc. de l'URSS. Ser. Biol. 3, 1937, 941—954. (in Russian).
- On the determination of the entodermal organs in Amphibia.Reports of the Institute of Zoology and Biology (Kiev) 12, 1938, 3-36. (in Ukrainian).
- On anomalies in the development of balancers caused by deficiencies in the ento-mesoderm of Tritonembryos.Reports of the Inst. of Zool. and Biol. (Kiev) 12, 1938, 73-98. (in Ukrainian).
- Interrelation between the normal and induced development of limbs. Travaux de l'Institut de Zoologie et Biologie de l'Acad. Sc. de la RSS d'Ukraine 18, 1938, 23-50. (in Ukrainian).
- On the determination of entodermal organs in Amphibia.C.R.(Doklady)Acad. Sc. USSR20, 1938, 215—217.
- Балинский Б.И Способность к индукции конечности у различных представителей класса амфибий. — Труды научно-исследовательского института экспериментального морфогенеза Московского государственного университета. (Том 6, посвященный 60-летию Д. П. Филатова. Милан Изд-во МГУ. 1938г. 494с. твердый переплет, увеличенный формат. Ответственный редактор В. Ф. Ларионов. Тираж 650 экз. Редакционная коллегия: Л. Я. Бляхер, П. П. Бондаренко, П. И. Живаго, В. Ф. Ларионов, В. В. Попов.), с. 33-42.
- Experiments on total extirpation of the whole entoderm in Triton embryos. C.R. (Doklady) de l'Acad. des. Sc. d'URSS 23, 1939, 196—198.
- On the development of the ectodermal stomodaeal invagination in amphibians.C.R.(Doklady) de l'Acad. des Sc. de l'URSS 23, 1939, 199—202.
- Individual development of animals in the light of contemporary experimental research. In Biology for the Masses 5, Kiev, 1939, 51-64.
- Determination in the three germinal layers. Uspekhi Sovr. Biol., Moscow 11, 1939, 396—419.
- On the significance of the differentiation of the inductor for limb-induction. Travaux de l'Institut de rescherches sc. de Biologie de l'Univ. de Kiev 4, 1940, 125—148.
- On the determination of the branchial and cloacal part of the gut in Amphibia Urodela. Investigations on the Ontogenesis of Animals 13, 1940, 3-49.
- Zur Frage der Induktion der Medullarplatte durch Extrakte und synthetische Präparte (in collaboration with B.I. Goldstein, R.I. Lirzman, and E.M. Schapiro).C.R.(Doklady) de l'Acad. des Sc. de l'URSS 27, 1940, 508—511.
- Formierung des definitiven Darmkanals bei den Amphibien (nach Versuchen der vitalen Farbmarkierung). C.R. (Doklady) de l'Acad. des Sc. de l'URSS 27, 1940, 512—515.
- Die Verhältnisse zwischen verschiedenen Typen von Korrelationen in der Entwicklung der ektodermelen Mundeinstülpung bei den Amphibien. C.R.(Doklady) de l'Acad des Sc. de l'URSS 28, 1940, 757—759.
- The concept of determination in the mechanics of development.Uspekhi Sovr. Biol., Moscow13(2), 1940, 327—346. (in Russian).

#### Європейський період (1947—1949)
- Vorlesungen über Histologie. Akademischer Verlag der Ausländischen Wissenschaftler, München, 1947, 1-239.
- Kinematik des entodermalen Materials bei der Gestaltung der wichtigsten Teile des Darmkanals bei den Amphibien. W. Roux’ Archiv f. Ent. Mech. der Organismen 143(1/2), 1947, 126—166.
- Balinsky, B. I. (1949). Korrelationen in der Entwicklung der Mund- und Kiemenregion und des Darmkanals bei Amphibien. Wilhelm Roux' Archiv für Entwicklungsmechanik der Organismen. 143 (5-6): 365—395. doi:10.1007/BF00576920. ISSN 0949-944X.
- Balinsky, Prof. Dr. I. (1949). On the Development of Specific Characters in Cyprinid Fishes. Proceedings of the Zoological Society of London. 118 (2): 335—344. doi:10.1111/j.1096-3642.1948.tb00379.x. ISSN 0370-2774.
- On the developmental processes in mammary glands and other epidermal structures. Trans. R. Soc. Edinburgh 62(1), 1950, 1-31.
- BALINSKY BI. On the prenatal growth of the mammary gland rudiment in the mouse. J Anat. 1950 Jul;84(3):227-35.

#### Південноафриканський період (1950—1988)
- Balinsky, B. I. (1951). On the eye cup-lens correlation in some South African amphibians. Experientia. 7 (5): 180—181. doi:10.1007/BF02148902. ISSN 0014-4754.
- Growth and cellular proliferation in the early rudiments of the eye and the lens.Quart. J. Microsc. Sci. 93(3), 1952, 357—368.
- Balinsky, B.I. and Balinsky, J.B., On the breeding habits of the South African bullfrog, Pyxicephalus adspersus, South Afr. J. Sci., 1954, vol. 51, pp. 55–58.
- Histogenetic and organogenetic processes in the development of specific characters in some South African tadpoles. J. Embryol. Exp. Morph. 3(2), 1955, 93-120.
- The problem of development. Inaugural lecture, Witwatersrand University Press publication, 1955, 1-13. Johannesburg.
- In P.D. Nieuwkoop and J. Faber (eds): Normal table of Xenopus laevis (Daudin). Section: The development of the intestinal tract and glands up to stage 57. North Holland, Amsterdam, 1956, 150—159.
- Reactivity of the epidermis in lens development. S. Afr. J. Sci. 52, 1956, 155.
- Balinsky, B.I., Histogenetic and organogenetic processes inthe development of specific characters in some South African tadpoles, J. Embryol. Exp. Morphol., 1955, vol. 3,pp. 93–120.
- Balinsky BI. NEW THEORY OF LIMB INDUCTION. Proc Natl Acad Sci U S A. 1956 Oct;42(10):781-5.
- BALINSKY BI. New experiments on the mode of action of the limb inductor. J Exp Zool. 1957 Mar;134(2):239-73.
- Balinsky, B.I. South African Amphibia as material for biological research, South Afr. J. Sci., 1957, vol. 53,pp. 383–390.(англ.)
- Balinsky, B. I. (1957). On the factors determining the size of the lens rudiment in amphibian embryos. Journal of Experimental Zoology. 135 (2): 255—299. doi:10.1002/jez.1401350205. ISSN 0022-104X.(англ.)
- On the factors controlling the size of the brain and eyes in anuran embryos. J. Exp. Zool. 139(3), 1958, 403—442.
- BALINSKY BI. On the factors determining the size of the lens rudiment in amphibian embryos. J Exp Zool. 1957 Jul;135(2):255-99.
- Balinsky, B.I. (1959). An electron microscopic investigation of the mechanisms of adhesion of the cells in a sea urchin blastula and gastrula. Experimental Cell Research. 16 (2): 429—433. doi:10.1016/0014-4827(59)90275-7. ISSN 0014-4827.
- The role of cortical granules in the formation of the fertilization membrane and the surface membranes of fertilized sea urchin eggs. Symp. on germ cells and development. Inst. Intern. d'Embryol. and Fondazione A. Baselli, Pavia, 1961, 205—219.
- Ultrastructural mechanisms of gastrulation and neurulation.Ibid., 1961, 250—263.
- B.I. Balinksy and H. Walther. The immigration of presumptive mesoblast from the primitive streak in the chick as studied with the electron microscope. Acta Embryol. et Morphol. Experimentalis 4, 1961, 261—283.
- Patterns of animal distribution on the African continent. Annals Cape Provincial Museums 2, 1962, 299—310.
- Eine elektronemikroskopische Untersuchung der Differenzierung der Oocyten beim Krallenfrosch Xenopus laevis. Verhandl. d.Deutschen Zoologischen Gesellschaft in München 1963, 176—181.
- B.I. Balinksy and R.J. Davis. Origin and differentiation of cytoplasmic structures in the oocytes of Xenopus laevis. Acta Embryol. et Morphol. Experimentalis 6, 1963, 55-108.
- Balinsky BI. Changes in the ultrastructure of amphibian eggs following fertilization. Acta Embryol Morphol Exp. 1966 Dec;9(2):132-54.
- Balinsky, B.I., The reproductive ecology of amphibians of the Transvaal highveld, Zool. Afr., 1969, vol. 4, pp. 37–93.
- Research in the Zoology Department. Prism (Newsletter of the Science Students’ Council, Witwatersrand University) 1(1), 1972, 3-4.
- Control of gene action during development. Symposium on Control Mechanisms in Biological Systems. S. Afr Med. J. 46, 1972, 1805.
- The fine structure of the amphibian limb bud. Acta Embryologiae Experimentalis 1972, Suppl. 455—470.
- Advances in embryology made by the use of the electron microscope. Proc. Electron Microsc. Soc. S. Afr.,Johannesburg, 1972, 1-2.
- Balinsky, B. I. (1974). Supernumerary limb induction in the anura. Journal of Experimental Zoology. 188 (2): 195—201. doi:10.1002/jez.1401880207. ISSN 0022-104X.(англ.)
- Development, Animal. Encyclopedia Britannica, 15th edn.Macropedia, vol. 5, 625—642. Helen Hemingway Benton, Chicago, 1974.
- Balinsky, B.I., Observations on the breeding of toads in arestricted habitat, South Afr. J. Zool., 1985, vol. 20,pp. 61–64

#### Видання підручника «Вступ до ембріології»
- An Introduction to Embryology.Saunders, Philadelphia; 1960.
- Introduccion a la Embriologia. Ediciones Omega, Barcelona, 1965.
- An Introduction to Embryology, 2nd edn. W.B.Saunders, Philadelphia and London, 1965.
- An Introduction to Embryology, Maruzen Asian Edition, Maruzen, Tokyo, 1967.
- An Introduction to Embryology, Japanese translation, Tokyo, 1968.
- An Introduction to Embryology, Italian translation, Zanichelli, Bologna, 1968.
- An Introduction to Embryology, 3rd edn. W.B.Saunders, Philadelphia, 1970.
- An Introduction to Embryology. Saunders’ International Students’ Edition. W.B. Saunders, Philadelphia, 1970.
- An Introduction of Embryology, 4th edn. W.B. Saunders, Philadelphia, 1975.
- Introduccion a la embryologia (Spanish translation of the 4th edition). Ediciones Omega, Barcelona, 1978.
- An Introduction to Embryology, 5th edn, assisted by B.C. Fabian. Saunders College Publishing, Philadelphia, 1981.

### Ентомологія
Веснянки
- Balinsky. 1967. A new species of stonefly (Plecoptera: Nemouridae) from South Africa. J. entomological Society of South Africa. 29:148-150, 5 figs.
- Balinsky. 1956. On some stone-flies (Plecoptera) from the eastern parts of South Africa. J. entomological Society of South Africa. 19(2):289-301, 4 figs.
- Balinsky, B.I. (1950), ON THE PLECOPTERA OF THE CAUCASUS. Transactions of the Royal Entomological Society of London, 101: 59-87. https://doi.org/10.1111/j.1365-2311.1950.tb00375.x

Бабки
- Balinsky, B. I. (1956) A new species of Chlorolestes (Odonata) from Natal. Annals Transvaal Museum 22 (4): 511—514, figs. 1-5.
- Balinsky, B.I. (1957) Classification of the females in the genus Pseudagrion (Odonata) based on thoracic structure. Journal of the Entomological Society of South Africa. 20: 280—294.
- Notes on the distribution of Odonata in South Africa. J. Ent. Soc. S. Afr. 21(1), 1958, 227—229.
- Balinsky, B. I. (1961) Observations on the dragonfly fauna of the coastal region of Zululand, with descriptions of three new species (Odonata). Journal Entomological Society Southern Africa 24 (1): 72-91, figs. 1-12, incl. pl. 1-1.
- Balinsky, B. I. (1963) A contribution towards the systematics of dragonflies of southern Africa (Odonata). Journal Entomological Society Southern Africa 26 (1): 228—255, figs. 1-45.
- Balinsky, B. I. (1964) A new species of Pseudagrion (Odonata) from the Okavango swamps, Bechuanaland. Novos Taxa Entomologicos no. 36: 3-7, figs. 1-1.
- Balinsky, B. I. (1965) A new species of Orthetrum (Odonata) from southern Africa. Novos Taxa Entomologicos no. 39: 3-7.
- A preliminary list of dragonflies (Odonata) of the Kruger National Park. Koedoe 8, 1965, 95-96.
- Balinsky, B. I. (1967) On some intrinsic and environmental factors controlling the distribution of dragonflies (Odonata), with redescription and a new name for a little known species. Journal Entomological Society Southern Africa 29: 3-22, figs. 1-4, ta
- Balinsky, B. I. (1971) A new species of Pseudagrion Sélys (Odonata) from eastern Transvaal. Journal Entomological Society Southern Africa 34 (1): 11-15, figs. 1-1.

Лускокрилі
- Ancylosis (Heterographis) subpyrethrella (Ragonot, 1888) and five related new species from southern Africa (Lepidoptera: Phycitinae). Ann. Transvaal Mus. 34 (14), 1987, 303—317.
- On the Ancylosis-Heterographis-Staudingeria complex (Lepidoptera, Physininae) in southern Africa. Ann. Transvaal Mus. 35 (5), 1989, 75—107.
- On genitalia of some southern African Phycitinae (Lepidoptera, Phycitinae). South African Journal of Zoology 26 (1), 1991, 11—35.
- New and inadequately described genera and species of Phycitinae (Pyralidae, Lepidoptera) from southern Africa. South African Journal of Zoology 26 (3), 1991, 93—114.
- Balinsky B.I. A Study of African Phycitinae in the Transvaal Museum. Balinsky private publication, Johannesburg, 1994, 208 p.
- Some southern African sexually dimorphic Phycitinae (Lepidoptera Phycitinae). Unfinished.

### Генетика метеликаAcraea horta
- Balinsky, B.I. 1974. Ten generations inbreeding of Acraea horta (L.) (Lepidoptera). Journal of the Entomological Society of Southern Africa 37: 9-86.
- Balinsky, B.I. 1977. Inheritance of wing colour in females of the butterfly Acraea horta. Journal of the Entomological Society of Southern Africa 40: 1-11.
- Balinsky, B.I. 1979. Variation and inheritance of wing spotting in the butterfly Acraea horta (L.). Rev. Zool. Afr. 93: 810—879.
- Balinsky, B.I. 1981. Immediate and delayed effects of radiation on the genetic endowment of the butterfly, Acraea horta L. South African Journal of Science 77: 162—167.
- Balinsky, B.I. 1986. Early differentiation in the egg of the butterfly, Acraea horta under normal conditions and after ultraviolet irradiation. Acta Embryol. Morph. Exp. 6: 103—141.

### Інші роботи
- New researches on the chemical composition of cells. S. Afr. J. Sci. 47, 1951, 223—226.
- On the breeding habits of the South African bullfrog, Pyxicephalus adspersus. S. Afr. J. Sci. 51, 1954, 55-58. (Jointly with J.B. Balinksy).
- African Amphibia as material for biological research. S. Afr. J. Sci. 53, 1957, 383—391[недоступне посилання].
- Origin of cells from non-cellular living matter. S. Afr. J. Sci. 54, 1958, 61-66.
- B.I. Balinsky and G.V. James. Explosive reproduction of organisms in the Kariba Lake. S. Afr. J. Sci. 56, 1960, 101—104.
- Two expeditions to the Kariba Lake. Convocation Commentary, University of the Witwatersrand, Johannesburg, 3, 1960, 21-25.
- A visit to the Moremi Game Reserve. S. Afr. J. Sci. 60, 1964, 293—297.
- Darwin's Day. Probe(Journal of the Science Students’ Council, Witwatersrand University), 1968, 43-46.
- The reproductive ecology of amphibians of the Transvaal Highfeld. Zool. afr. 4(1), 1969, 37-93.
- Scientists remember / Reminiscence of I.I. Schmalhausen. S. Afr. J. Sci. 76, 1980, 498—499.
- The relation of molecular biology to developmental biology in research and teaching. In: S.C. Goel and R. Bellairs (eds) Developmental Biology. An Afro-Asian Perspective. Poona, India, 1983, 25-30.